# Rojas Peak
Der Rojas Peak (spanisch Cerro Rojas) ist ein rund 675 m hoher Berg im Zentrum der Lemaire-Insel vor der Danco-Küste des Grahamlands auf der Antarktischen Halbinsel. Er ist die höchste Erhebung der Insel.
Teilnehmer der 5. Chilenischen Antarktisexpedition (1950–1951) benannten ihn nach Sargento Ángel Custodio Rojas, der am 1. September 1949 auf Greenwich Island nach hydrographischen Vermessungen der Discovery Bay auf dem Rückweg zur Arturo-Prat-Station in einem Schneesturm ums Leben gekommen war.